# دوین مارتین
دان مارتین (انگلیسی: Duane Martin؛ زادهٔ ۱۱ اوت ۱۹۶۵) یک هنرپیشه اهل ایالات متحده آمریکا است.
او در فیلم مردان سفید نمی‌توانند بپرند و پایین پریسکوپ بازی کرده است.